# 4400 Bagryana
4400 Bagryana (1985 QH4) là một tiểu hành tinh vành đai chính được phát hiện ngày 24 tháng 8 năm 1985 bởi Bulgarian National Observatory ở Rozhen.